# 雪の聖堂
雪の聖堂（ゆきのせいどう、英: Chapel of the Snows）は、南極のロス島マクマード基地にある、特定の教派に属さないキリスト教の教会堂である。世界最南端の宗教施設である。カトリック教会とプロテスタントの両方に対応し、夏季の間はそれぞれの教派から交代で司祭・牧師が勤務する。プロテスタントの牧師は空軍州兵から、カトリックの司祭はニュージーランド大司教区から派遣される。さらに、モルモン教、バハイ教、仏教やアルコホーリクス・アノニマス等の無宗教等にも対応している。建物には、一度に63人の礼拝者が入ることができる。
前の教会は1956年に建てられたが1978年8月22日に焼失、すぐに仮設の教会が建てられた。後に新設の教会が建てられると別の用途に使われ、1991年5月18日に焼失した。現在の教会は1989年1月29日に建てられたものであり、南極大陸、エレボス杯（夏季のみ）、アメリカ海軍によるOperation Deep Freezeの記念品を描いたステンドグラスがある。

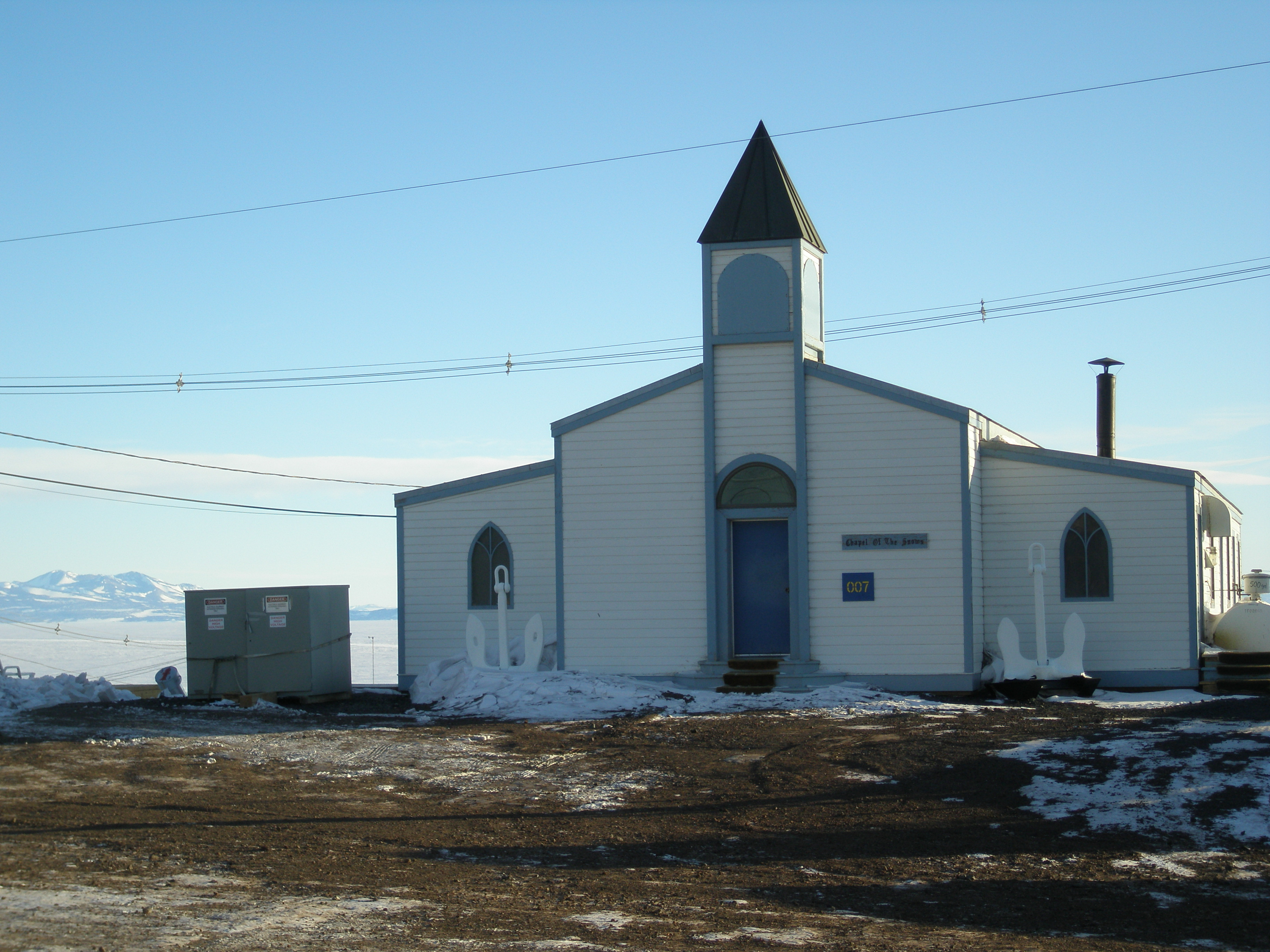
外観（2007年）
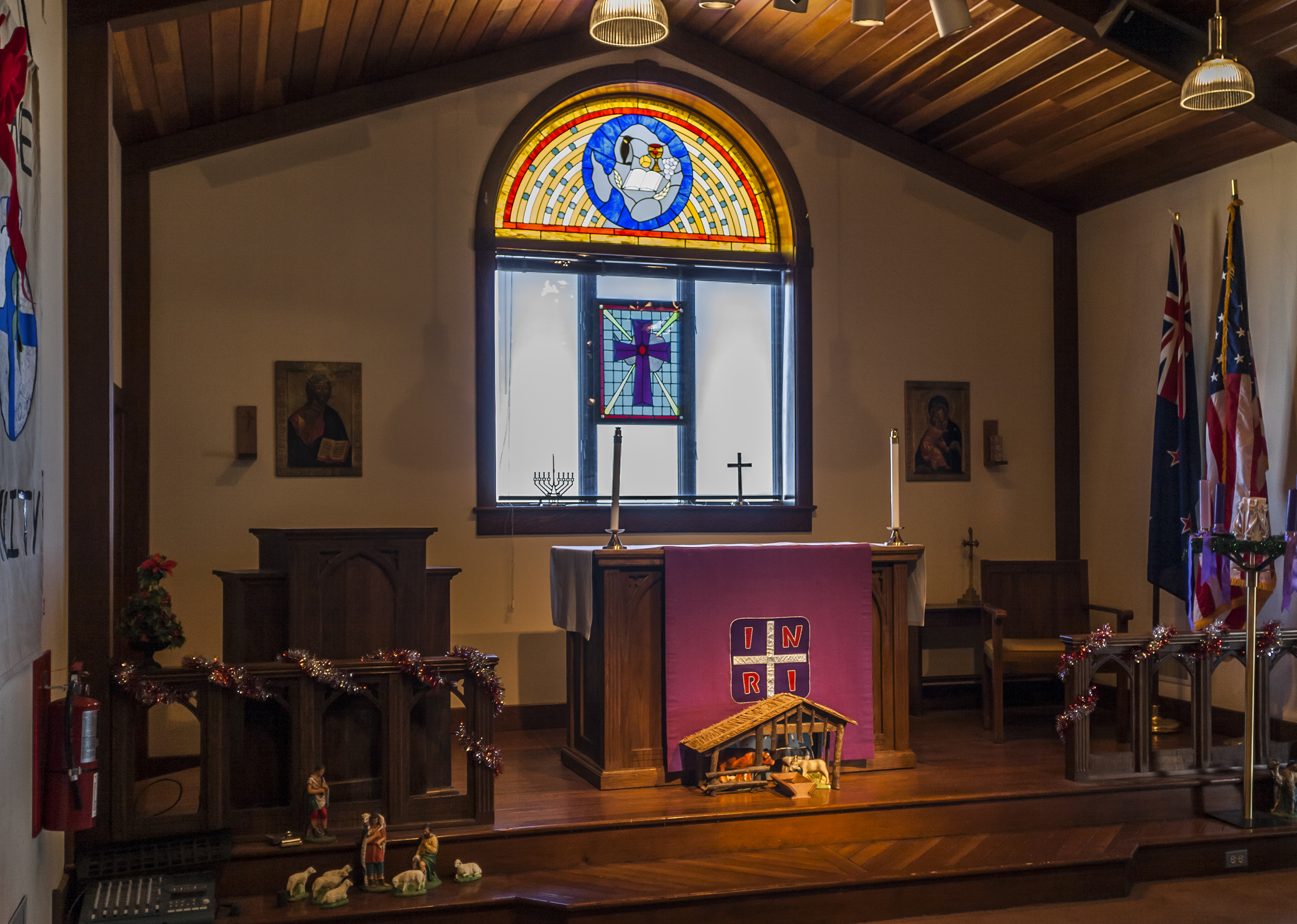
内部（2008年）
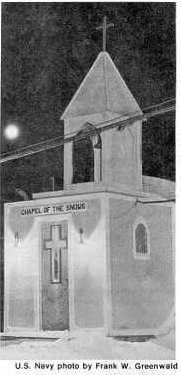
1978年に焼失する前の様子